# Перекресток мира

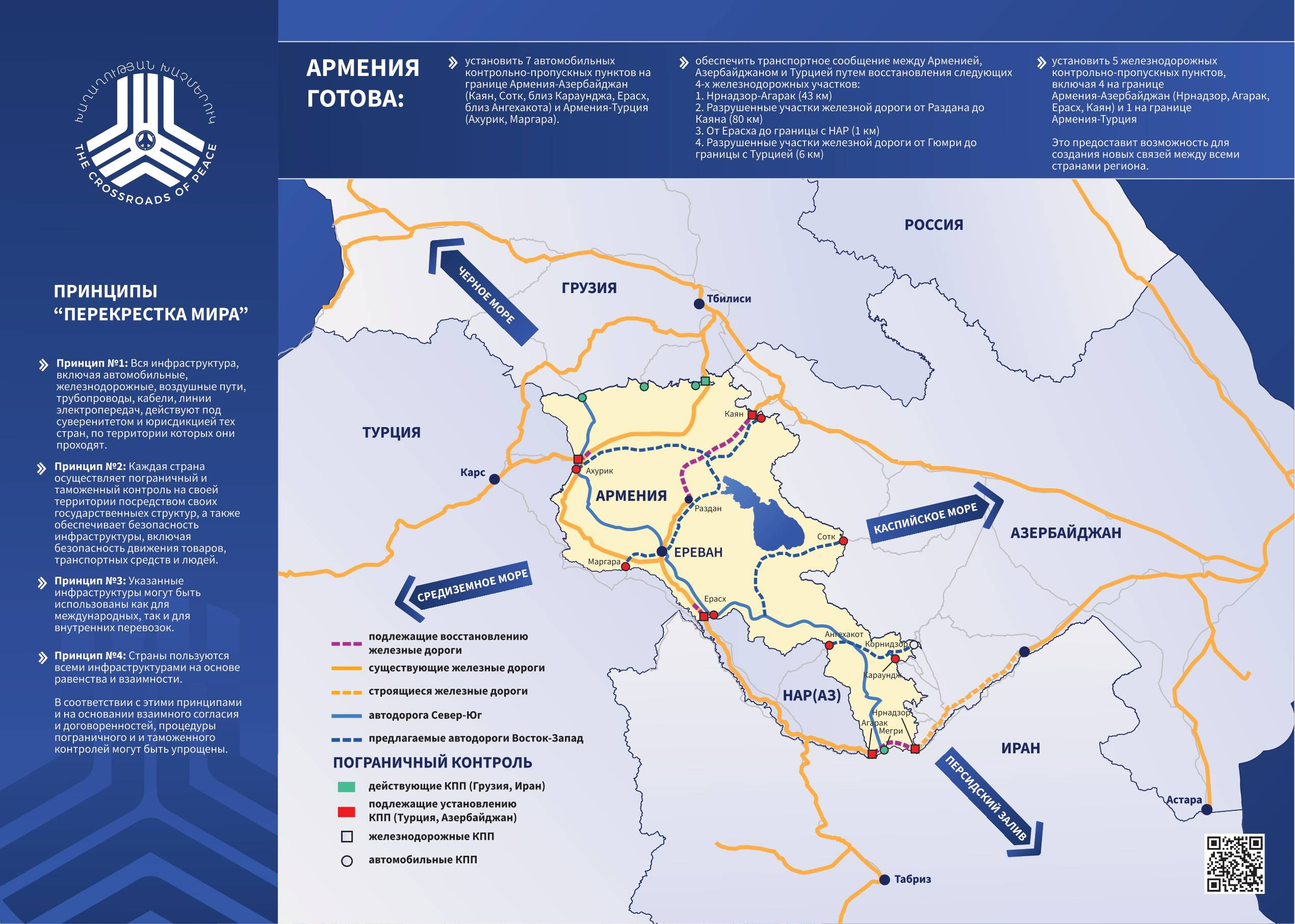

Перекресток мира (арм. Խաղաղության խաչմերուկ [χɑʁɑʁut͡sʰjún χɑt͡ʃʰmeɾúk])— транспортно-логистический проект Правительства Республики Армения, впервые представленный премьер-министром Республики Армения Н. В. Пашиняном 26 октября 2023 года на IV Тбилисском международном форуме Шелкового пути 1.

## История
Проект «Перекресток мира» был разработан Правительством Республики Армения как модель разблокировки транспортных коммуникаций в регионе Южного Кавказа. В соответствии с данным проектом предполагается восстановление транспортных коммуникаций между граничащими с Арменией Азербайджаном и Турцией, с которыми границы закрыты со дня независимости Республики Армения.
Впервые проект был презентован премьер-министром Республики Армения в ходе панельной сессии на IV Тбилисском международном форуме Шелкового пути, который проводился 26-27 октября в г. Тбилиси, Грузия.
В ходе презентации Перекрестка мира Н. В. Пашиняном также были озвучены основные принципы этого проекта:
Принцип № 1: Вся инфраструктура, включая автомобильные, железнодорожные, воздушные пути, трубопроводы, кабели, линии электропередач, действуют под суверенитетом и юрисдикцией тех стран, через которые они проходят.
Принцип № 2: Каждая страна осуществляет пограничный и таможенный контроль на своей территории через свои государственные учреждения, а также обеспечивает безопасность инфраструктуры, включая безопасность товаров, транспортных средств и людей.
Принцип № 3: Указанная инфраструктура может быть использована как для международных, так и для внутренних перевозок.
Принцип № 4: Все страны используют инфраструктуру друг друга на основе равенства и взаимности.
В соответствии с этими принципами пограничный и таможенный контроль может быть облегчен путем взаимного согласия и договоренности.